# Новий Любош
Новий Любош (пол. Nowy Lubosz, нім. Neu Lubosch) — село в Польщі, у гміні Косцян Косцянського повіту Великопольського воєводства.
Населення — 1024 особи (2011).
У 1975-1998 роках село належало до Лешненського воєводства.

## Демографія
Демографічна структура станом на 31 березня 2011 року:
|          | Загалом | Допрацездатний вік | Працездатний вік | Постпрацездатний вік |
| -------- | ------- | ------------------ | ---------------- | -------------------- |
| Чоловіки | 494     | 102                | 355              | 37                   |
| Жінки    | 530     | 121                | 330              | 79                   |
| Разом    | 1024    | 223                | 685              | 116                  |